# چوی سو-یون
چوی سو-یون (انگلیسی: Choi Soo-yeon؛ زادهٔ ۲۳ نوامبر ۱۹۹۰) شمشیرباز اهل کره جنوبی است.